# Hans-Joachim Geisler
Hans-Joachim Geisler (Goslar, 27 maggio 1955) è un ex nuotatore tedesco.

## Carriera
Specializzato nello stile libero, è stato campione del mondo della staffetta 4x200m.

## Palmarès
- Mondiali

1975 - Cali: oro nella staffetta 4x200m stile libero e bronzo nei 400m misti.